# Эттинген, Александр фон
Александр Константин фон Эттинген (нем. Alexander Konstantin von Oettingen; 1827—1905) — российский лютеранский теолог, статистик, считается основателем «социальной этики». По национальности — балтийский немец.

## Биография
Родился 12 (24) декабря 1827 года в имении Висусти недалеко от Дерпта в семье балтийских немцев: отец — окружной судья, президент Лифляндского общеполезного и экономического общества Александр фон Эттинген. Имел пятерых братьев и трёх сестёр:
- Август Георг Фридрих (1823—1908) — юрист, лифляндский губернатор.
- Георг Филипп (1824—1916) — врач-офтальмолог, профессор, декан медицинского факультета и ректор Дерптского университета.
- Николай (нем.  Nicolai Peter von Oettingen, 1826—1876) — государственный чиновник, ливонский политик[1]
- Эдуард (нем. Eduard Reinhold von Oettingen, (1829—1919) — государственный чиновник, ливонский политик[2]
- Артур Иоахим (1836—1920) — физик, физиолог, теоретик музыки.
- Мария (нем. Charlotte Marie von Oettingen, 23 апреля 1831—5 ноября 1898)
- Юлия (нем. Julie Barbara Amalie von Schrenck, 1 февраля 1833—3 июня 1895), муж Леопольд Шренк (1826—-1894), известный путешественник, зоолог, геолог и этнолог.
- Амалия (нем. Amalie Helene Alexandra von Oettingen, 5 февраля 1835—27 января 1914)

В 1845—1849 годах учился в Дерптском университете, затем получал гуманитарное образование в Эрлангене, Бонне, Берлине и Ростоке; 3 апреля 1853 года защитил докторскую диссертацию по богословию. Через год, 17 апреля 1854 года, он был допущен к преподаванию: с 5 июня 1856 года — адъюнкт-профессор, а с 7 сентября того же года — профессор догматического богословия и богословской этики Дерптского университета; в 1873—1875 годах был деканом богословского факультета.
В 1861—1862 годах жил в Италии, где преподавал религию и пение в частной школе в Мерано и основал первую в Тироле лютеранскую церковь.
В 1888 году основал в Дерпте приют для бедных ремесленников. С 1888 по 1902 год возглавлял начальную школу для бедных детей в Дерпте, руководство которой не оставил и после выхода в отставку с должности профессора в 1891 году.

## Семья
Был дважды женат: с 8 мая 1858 года на Софии фон Раумер (1827—1836); с 7 марта 1865 года — на Берте Энгельгардт (по первому мужу), дочери Густава фон Эверса.